# Dulcizio
Dulcizio (latino: Dulcitius; fl. 367-368) è stato un generale romano coinvolto nella repressione della ribellione in Britannia condotta da Flavio Teodosio.
Teodosio, giunto in Britannia nel 367 per riprendere il controllo, chiese che gli fosse inviato il dux Dulcizio, noto per la sua grande abilità militare. Teodosio consegnò poi a Dulcizio il ribelle Valentino e i suoi pochi collaboratori, affinché fossero giustiziati. Gli storici ritengono che Dulcizio sia stato nominato dux Britanniarum in sostituzione di Fullofaude.